# François Ravaillac
Jean François Ravaillac (1578, Angoulême, Francie – 27. května 1610, Paříž, Francie) byl katolický atentátník, který 14. května 1610 zabil francouzského krále Jindřicha IV.

## Životopis

### Mládí
François Ravaillac se narodil v Angoulême. Jeho dědeček byl městský žalobce. Jeho otec Jean Ravaillac byl násilník, který většinu času strávil ve vězení, zatímco jeho matka Françoise Dubreuil byla jeptiška v tamním klášteře.
Ravaillac se roku 1600 stal školním učitelem. Jako horlivý katolík hledal přijetí do mnišského řádu Feuillantů, františkánů, z různých důvodů však nebyl přijat.

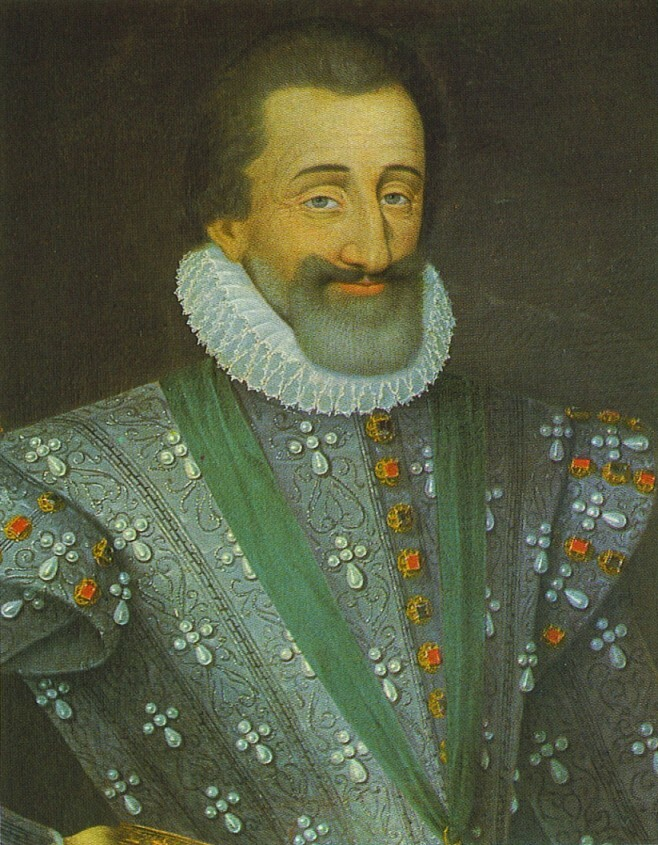
Ravaillacova oběť Jindřich IV. Navarrský

### Vražda Jindřicha IV.
V roce 1609 se Ravaillacovi dostal do rukou spis od španělského jezuity Juana Mariana, v němž velebil vraha bývalého krále Jindřicha III. Jacquese Clémenta, a přiřkl lidu právo zabít nekřesťanského panovníka. Ravaillac byl spisem fascinován a odjel do Paříže, kde hledal vhodný okamžik na zabití Jindřicha IV.
Dne 14. května 1610 odjel Jindřich IV v kočáře navštívit nemocného ministra Maximiliena de Béthune, vévodu de Sully. Nedoprovázela ho téměř žádná stráž. V ulici de la Ferronnerie zatarasil královskému kočáru cestu povoz. Ravaillac, který králův kočár sledoval již od jeho vyjetí z Louvru, poté vyskočil na pravé zadní kolo kočáru a bodl Jindřicha IV. nožem dvakrát do hrudi. Než kočár dorazil zpět do Louvru, byl Jindřich IV. mrtev.
Ravaillac se nechal bez odporu zajmout. Musel být odklizen na bezpečné místo, protože zuřící dav ho chtěl na místě zlynčovat.

### Soud
Během soudu byl Ravaillac často mučen, aby prozradil jména svých kompliců. Ravaillac však nikoho neprozradil a prohlašoval, že celou vraždu zosnoval sám.
Soudci ho však neposlouchali, nechtěli věřit, že zatarasení cesty povozem byla náhoda. Nakonec byl Ravaillac odsouzen k trestu smrti.

### Poprava
Ráno 27. května 1610 odjel povoz se strážnými a Ravaillacem ke katedrále Notre-Dame, kde Ravaillac zopakoval své potupné doznání. Povoz pak odjel na Place de Grève, kde již bylo připravené popraviště.
Ravaillacova poprava patří k nejkrutějším v dějinách a dozajista se podobá popravám Petera Stumppa, Balthasara Gérarda nebo Roberta Damiense. Kat Ravaillaca uvázal na stůl ve tvaru kříže a sirným plamenem spálil Ravaillacovi pravou ruku, která zabila Jindřicha IV. Poté mu kleštěmi začal trhat prsní bradavky, paže, stehna, lýtka, dokonce se pokoušel i utrhnout hlavu. Do ran pak začal kat Ravaillacovi vlévat roztavené olovo, pryskyřici, vařící olej a síru. Jelikož mu kat nedokázal kleštěmi utrhnout nohy, musel k nim přivázat koně, které táhl každého na jinou stranu. Když i toto utrpení Ravaillac v nepopsatelných bolestech přežil, byl zbytek jeho těla upálen.